# Lijst van Stolpersteine in Geertruidenberg
De lijst van Stolpersteine in Geertruidenberg geeft een overzicht van de gedenkstenen die in de gemeente Geertruidenberg in de Nederlandse provincie Noord-Brabant zijn geplaatst in het kader van het Stolpersteine-project van de Duitse beeldhouwer-kunstenaar Gunter Demnig.
Stolpersteine zijn opgedragen aan slachtoffers van het nationaalsocialisme, al diegenen die zijn vervolgd, gedeporteerd, vermoord, gedwongen te emigreren of tot zelfmoord gedreven door het nazi-regime. Demnig legt voor elk slachtoffer een aparte steen, meestal voor de laatste zelfgekozen woning.
Omdat het Stolpersteine-project doorloopt, kan deze lijst onvolledig zijn.

## Stolpersteine
In Geertruidenberg liggen tien Stolpersteine op drie adressen.

### Geertruidenberg
| Afbeelding | Inscriptie                                                                                  | Adres                     | Herdachte persoon                   |
| ---------- | ------------------------------------------------------------------------------------------- | ------------------------- | ----------------------------------- |
|            | HIER WOONDE ELISABETH HAKKER GEB. 1862 GEDEPORTEERD UIT VUGHT VERMOORD 23-4-1943 SOBIBOR    | Papenstraat 2 Kaart (OSM) | Elisabeth Hakker (1862–1943)        |
|            | HIER WOONDE ELISABETH KALKER GEB. 1891 GEDEPORTEERD UIT VUGHT VERMOORD 28-5-1943 SOBIBOR    | Markt 37 Kaart (OSM)      | Elisabeth Kalker (1891–1943)        |
|            | HIER WOONDE HESTER KALKER GEB. 1897 GEDEPORTEERD UIT VUGHT VERMOORD 28-5-1943 SOBIBOR       | Markt 37 Kaart (OSM)      | Hester Kalker (1897–1943)           |
|            | HIER WOONDE JACOB KALKER GEB. 1890 GEDEPORTEERD UIT VUGHT VERMOORD 14-5-1943 SOBIBOR        | Markt 37 Kaart (OSM)      | Jacob Kalker (1890–1943)            |
|            | HIER WOONDE RIKA KALKER GEB. 1871 GEDEPORTEERD UIT VUGHT VERMOORD 14-5-1943 SOBIBOR         | Stationsweg 5 Kaart (OSM) | Rika Kalker (1871–1943)             |
|            | HIER WOONDE SALOMON KALKER GEB. 1862 GEDEPORTEERD UIT VUGHT VERMOORD 14-5-1943 SOBIBOR      | Markt 37 Kaart (OSM)      | Salomon Kalker (1862–1943)          |
|            | HIER WOONDE SALOMON KALKER GEB. 1880 GEDEPORTEERD UIT VUGHT VERMOORD 14-5-1943 SOBIBOR      | Stationsweg 5 Kaart (OSM) | Salomon Kalker (1880–1943)          |
|            | HIER WOONDE SOFIA KALKER GEB. 1878 GEDEPORTEERD UIT VUGHT VERMOORD 14-5-1943 SOBIBOR        | Stationsweg 5 Kaart (OSM) | Sofia Kalker (1878–1943)            |
|            | HIER WOONDE FLORA WIJSENBEEK GEB. 1860 BEZWEKEN 2-5-1943 VUGHT                              | Markt 37 Kaart (OSM)      | Flora Kalker-Wijsenbeek (1860–1943) |
|            | HIER WOONDE BETHRINA KOOPERBERG GEB. 1910 GEDEPORTEERD UIT VUGHT VERMOORD 14-5-1943 SOBIBOR | Stationsweg 5 Kaart (OSM) | Bethrina Kooperberg (1910–1943)     |

## Data van plaatsingen
- 31 oktober 2014: tien Stolpersteine op Markt 37, Papenstraat 2, Stationsweg 5